# Johann Georg Eschenburg

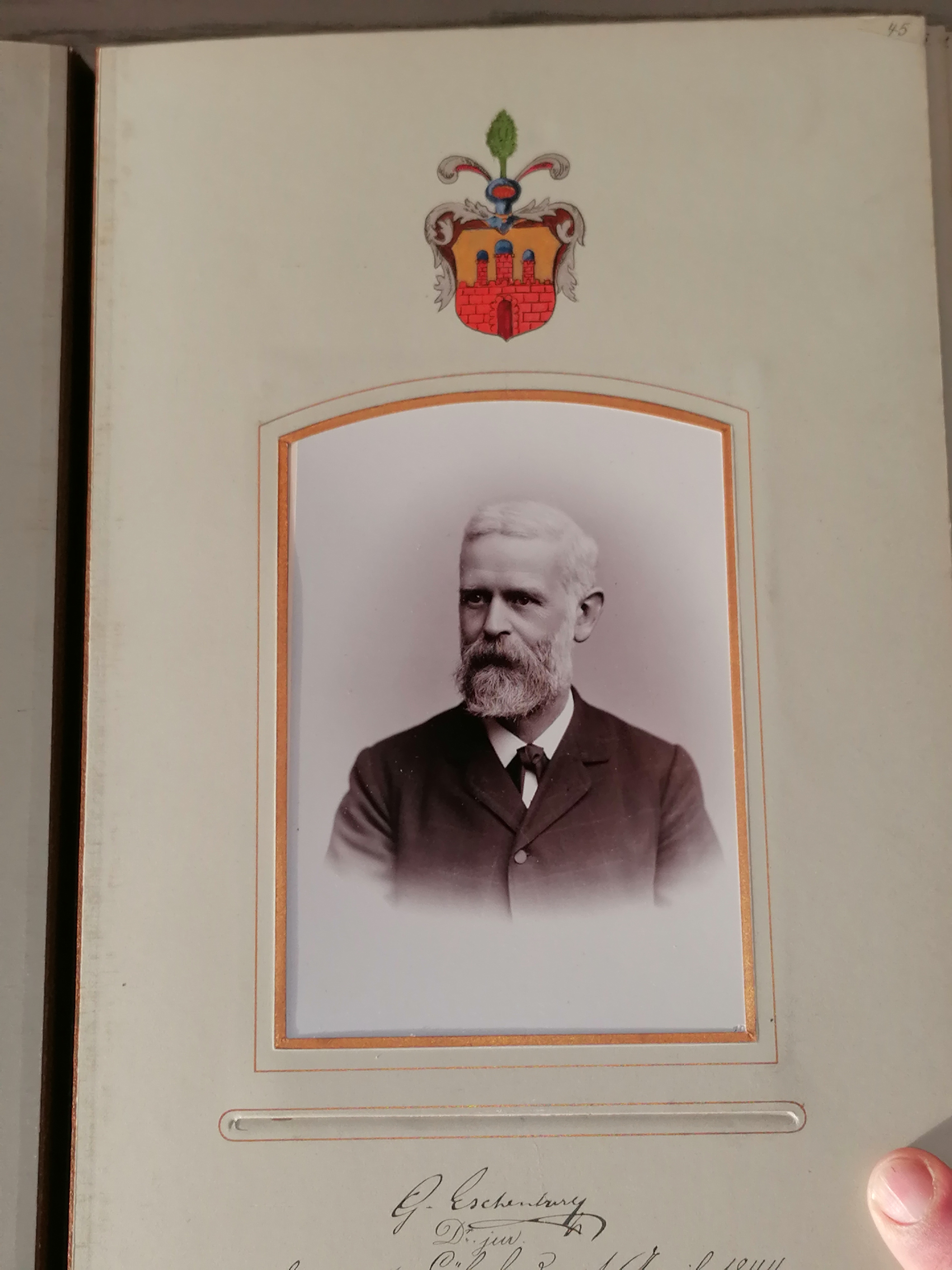
Erwählter Senator Georg Eschenburg (1885)

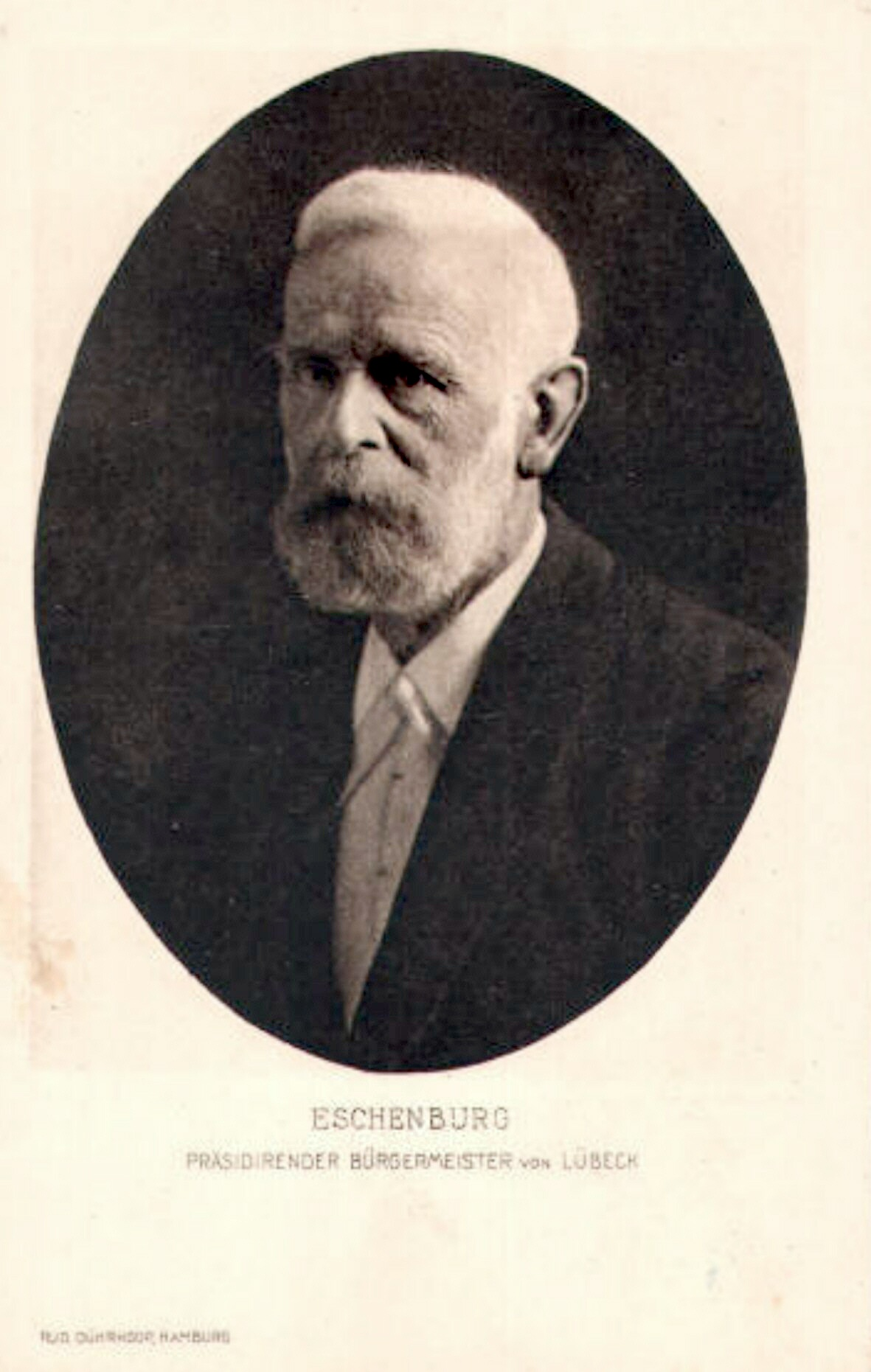
Porträtfoto von Rudolf Dührkoop

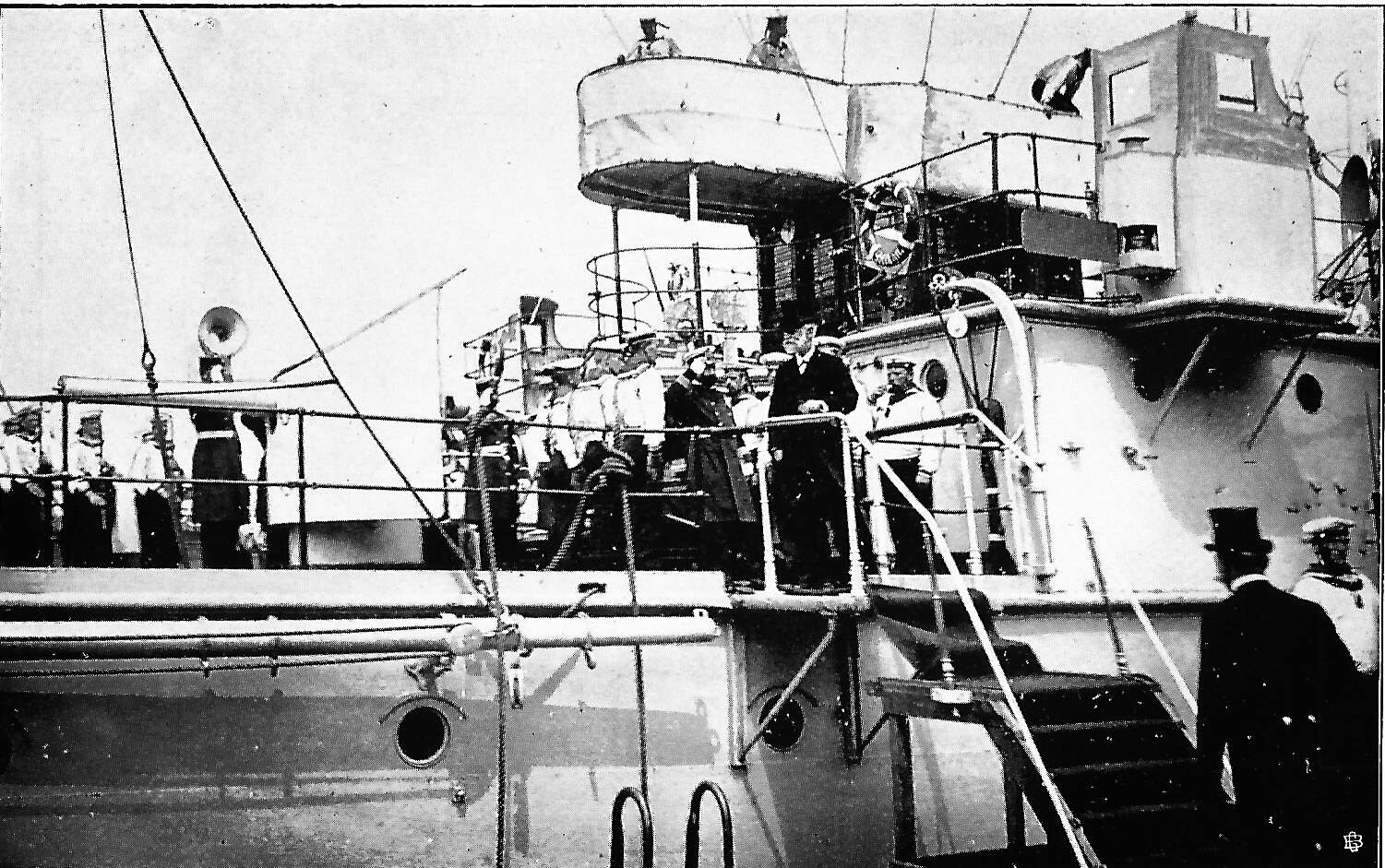
Treffen des Bürgermeisters an Bord „Pelikan“ mit Türk am 15. Juli 1909.

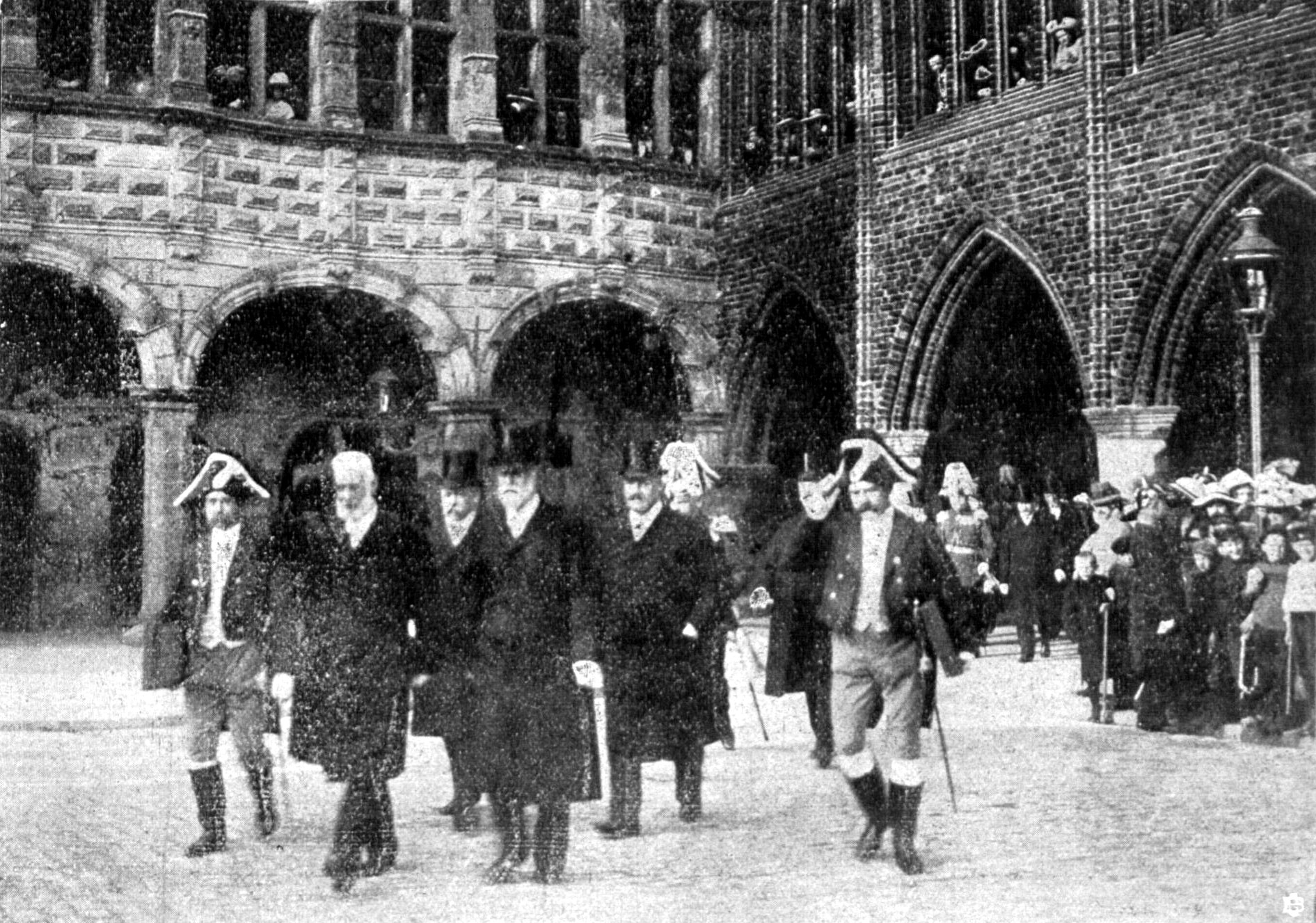
Georg, vorne rechts, auf dem Weg zum Schmücken der Regimentsfahnen

Kaiser und Bürgermeister Eschenburg auf dem lübeckischen Bahnhofsvorplatz

Johann Georg Eschenburg (* 1. April 1844 in Lübeck; † 3. Februar 1936 ebenda) war ein deutscher Jurist und Bürgermeister der Hansestadt Lübeck.

## Leben

### Herkunft
Eschenburg entstammte der Lübecker Familie Eschenburg und war der Sohn des Arztes Georg Bernhard Eschenburg (1811–1886), der ab 1838 Leiter der Lübecker Heilanstalt war. Der Philologe Bernhard Eschenburg (1843–1931) war sein Bruder.

### Laufbahn
Er besuchte zunächst die Grautoffsche Kandidatenschule und ab Ostern 1854 das Katharineum zu Lübeck, das er Ostern 1862 mit dem Abitur abschloss. Anschließend studierte er Rechtswissenschaften an der Universität Bonn und wurde dort Mitglied der Burschenschaft Alemannia. An der Universität Berlin wurde er 1866 zum Dr. jur. promoviert. Zunächst Advokat und Notar in Lübeck, wurde er 1871 zum Senatssekretär gewählt. 1885 wurde er Senator in Lübeck. In den Jahren 1905/1906, 1909/1910 und 1913/14 war Eschenburg drei Mal Bürgermeister von Lübeck.
Nach 1905, damals besuchte die neue Lübeck die Stadt, war die deutsche Kriegsflotte am 14. Juli 1909 erstmals wieder in Lübeck. Korvettenkapitän Titus Türk, ein Sohn der Stadt und zu dieser Zeit Präses der Minenversuchsstation, hatte von seiner Behörde ausnahmsweise die Erlaubnis erhalten, mit einem der ihm unterstellten Fahrzeuge die Trave hinaufzufahren. Der Bürgermeister besuchte ihn am Morgen des 15. Juli auf der Pelikan. Da Türk ein in Lübeck gern gesehener Gast war, nutzte der Senat seine Anwesenheit in der Stadt um den Kommandanten und dessen Offizierskorps am Abend durch ein Festmahl im Germanistenkeller des Ratsweinkellers zu ehren.
1912 verlieh die Stadt den Bataillonen seines Regiments je zwei traditionsstiftende Fahnenbänder. Am 17. Mai schmückten die Senatoren Johann Hermann Eschenburg und er, sowie Emil Possehl und der spätere Bürgermeister Johann Martin Andreas Neumann die Fahnen auf dem lübeckischen Marktplatz in Gegenwart des Brigadegenerals (Curt von Morgen), bevor sie der Kommandeur (Thaddäus von Jarotzky) wieder entgegennahm.
Beim letzten Besuch des Kaisers am 13. August 1913 empfing er ihn auf dem Bahnhofsvorplatz und schritt mit diesem die Ehrenformation des Lübecker Regiments ab.
Johann Georg Eschenburg erhielt ein Ehrengrab auf dem Burgtorfriedhof in Lübeck.

### Familie
Georg hatte sich mit Mathilde, einer geborenen Lerche, verheiratet.
Seit 1894 ist Mathilde langjährig im Vorstand der Frauengewerbeschule gewesen.
Die Straßenbahn stellte am 10. März 1924 einen um 10 Uhr vom Markt zu der 45 Minuten später vorgesehenen Einäscherung im Krematorium auf dem Vorwerker Friedhof fahrenden Extra-Straßenbahnwagen zur Verfügung.

## Werke
- De delicto manifesto jure Saxonico. Berlin: Schade 1866 (Berlin, Univ., Diss., 1866)